# 補陀寺 (気仙沼市)
補陀寺（ほだじ）は、宮城県気仙沼市にある曹洞宗の寺院。山号は白樺山。本尊は如意輪観音で、奥州三十三観音霊場第30番札所である。

## 歴史
寺伝によると寛平2年（890年）、補陀落寺と号し天台宗の寺として開創した。「名取の老女」として知られる「旭」が新たに三十三観音霊場を設定し、平安時代後期の保安4年（1123年）に30番札所となったとされる。江戸時代中期の宝暦11年（1761年）、当寺の智膏和尚を初めとした7人の僧侶により三十三観音霊場の再興が記念、六角堂が発願された。

## 指定文化財

### 六角堂
宝暦12年（1762年）建築、享和2年（1802年）修理。平面が6角形であることが名の由来であり、一辺の長さ2.69m、高さ8.26m。屋根は六角錐体、赤瓦葺(元こけら葺)、内外部朱塗で板天井に墨絵が描かれている。堂内の須弥壇上に入母屋造で、千鳥破風、軒唐破風をつけたこけら葺の家形厨子がある。施工は気仙沼大工の瀬左衛門とされる。宮城県から有形文化財に指定されている。

### モミ
樹齢約500年とされる巨木で、気仙沼市から天然記念物に指定されている。

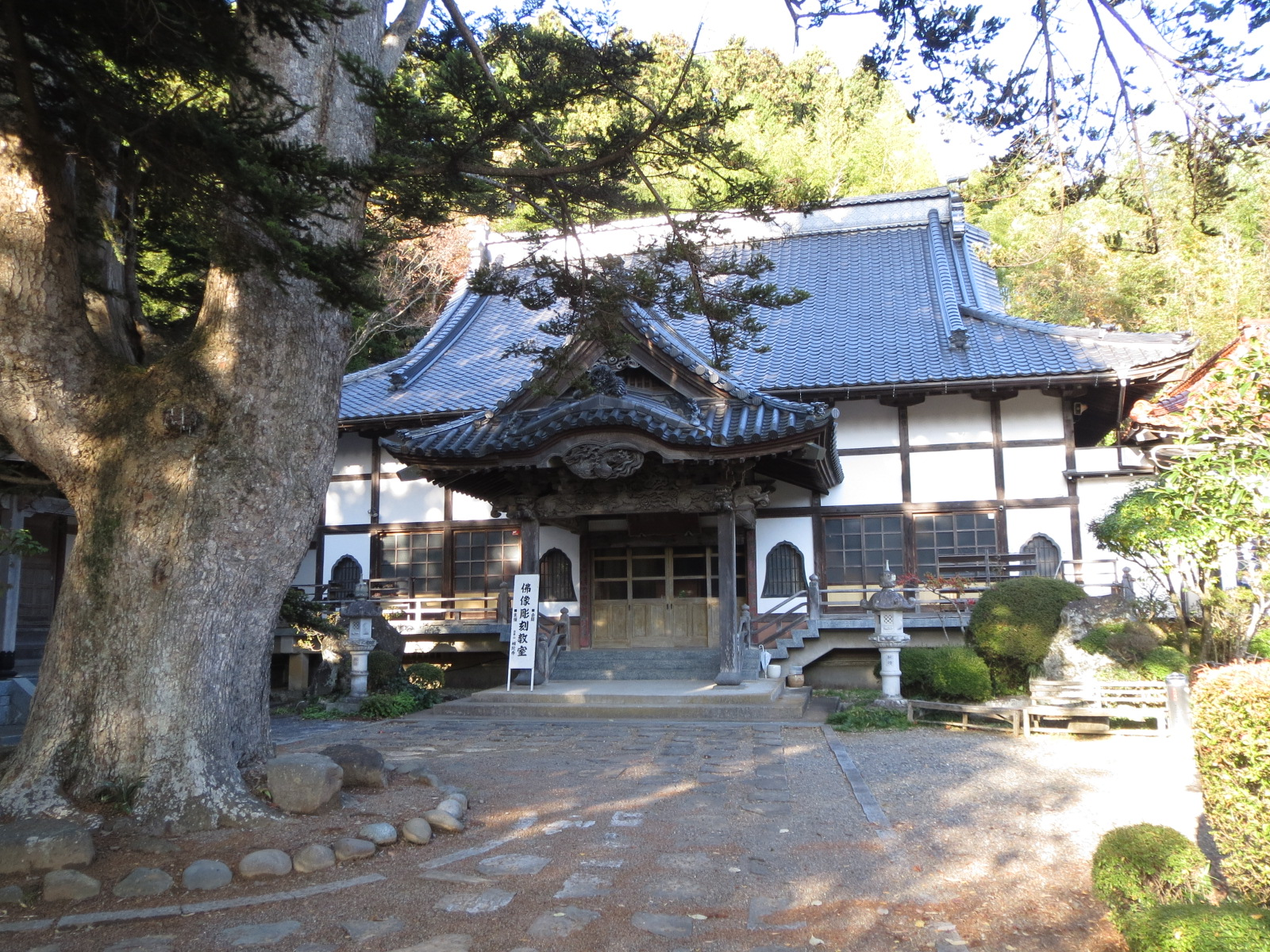
本堂
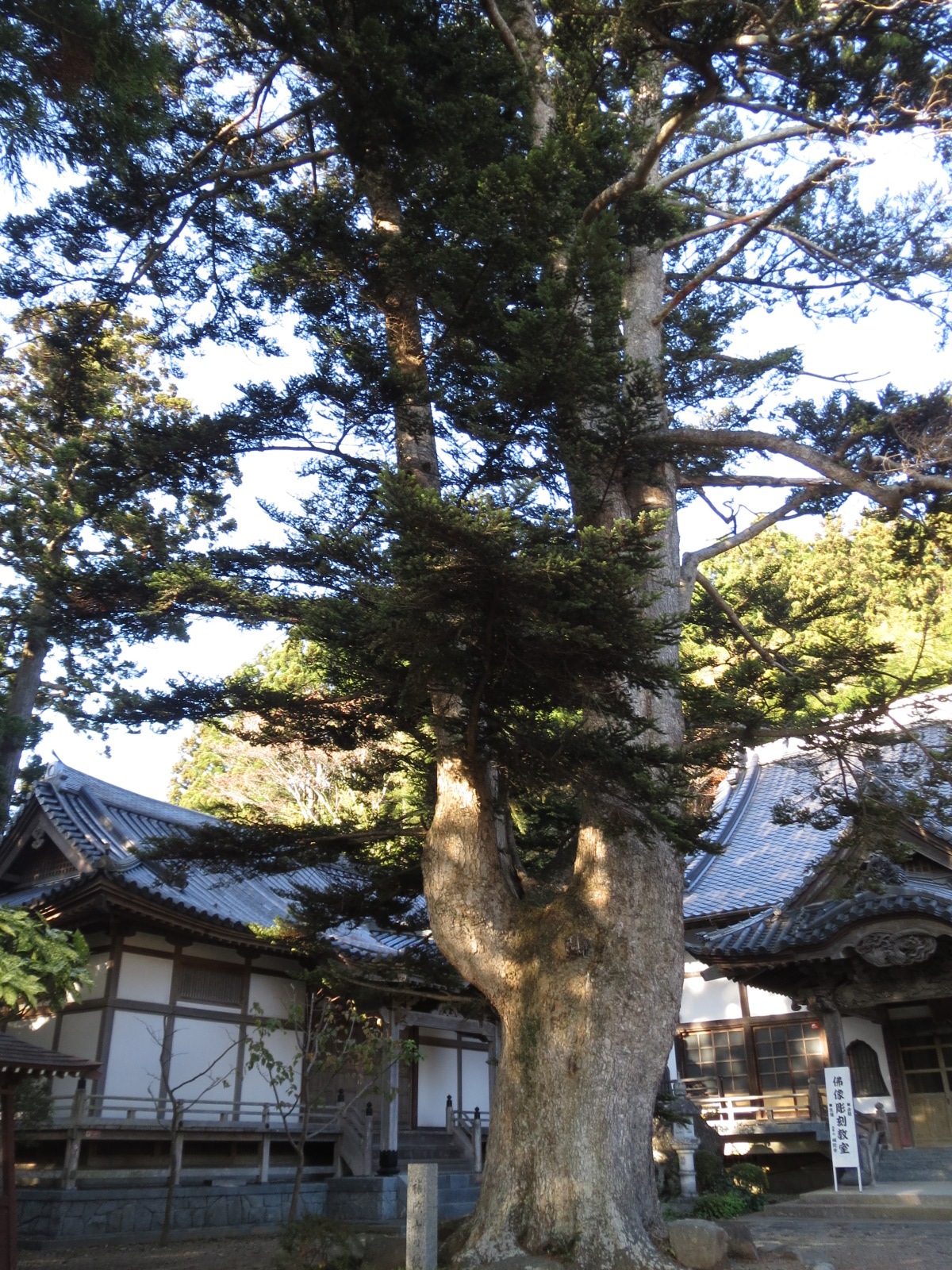
モミの木